# Stenocranus hokkaidoensis
Stenocranus hokkaidoensis är en insektsart som beskrevs av Metcalf 1943. Stenocranus hokkaidoensis ingår i släktet Stenocranus och familjen sporrstritar. Inga underarter finns listade i Catalogue of Life.